# Ferdinand Christian Baur

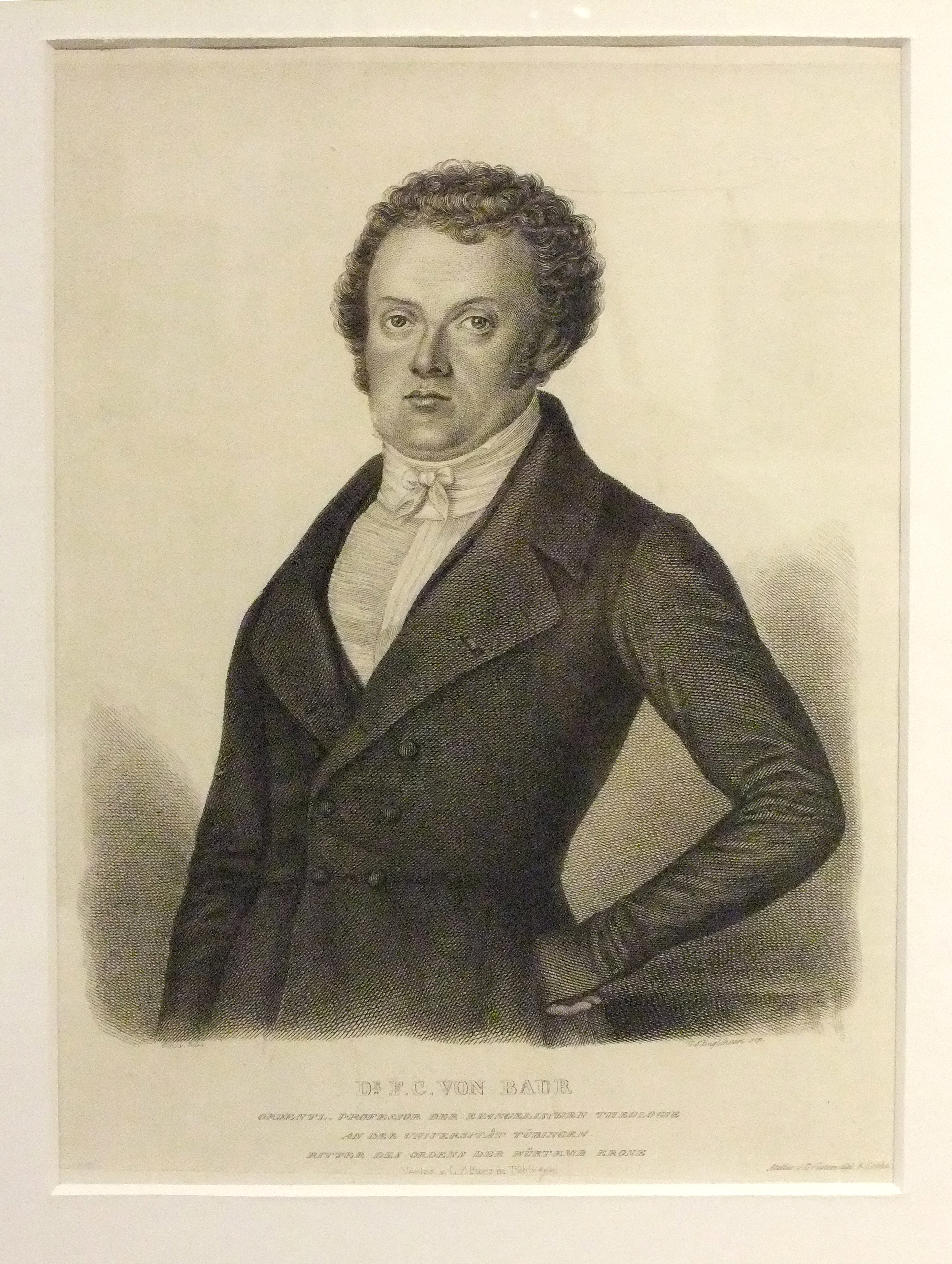
Dr. F. C. von Baur (ets van Christoph Friedrich Dörr, ca. 1830)

Ferdinand Christian Baur (Schmiden bei Fellbach, 21 juni 1792 - Tübingen, 2 december 1860) was een evangelische godsdiensthistoricus. Hij introduceerde de historisch-kritische methode in het onderzoek van het Nieuwe Testament en was aan de universiteit van Tübingen de grondlegger van de Tübinger school.

## Vroege christendom
Baur had een voorliefde voor het onderzoek van de periode van het vroege christendom. Hij bestreed de overtuiging dat in het apostolische tijdperk alles in vrede en eenheid werd afgehandeld en probeerde de strijd te reconstrueren tussen twee tegengestelde richtingen: het vroegchristelijk jodendom dat zich aan de Wet van Mozes bleef houden en in de Messias geloofde en het door Paulus geïntroduceerde principe van een wereldreligie zonder wet. Toen deze controverse al anderhalve eeuw voortduurde, tekenden zich de contouren van de Katholieke Kerk af; de nieuwtestamentische geschriften zoals wij die kennen zijn ontstaan als monumenten voor dit ontstaansproces, hoofdzakelijk in de 2e eeuw. Vóór het jaar 70 werden alleen de vier grotere brieven van Paulus en de Openbaring van Johannes geschreven.
Het onderzoek van de Handelingen van de apostelen en de brieven van Paulus zijn samengevat in zijn werk Paulus, der Apostel Jesu Christi (Stuttgart 1845; 2e editie Leipzig 1867). Het resultaat van zijn onderzoek van de evangelische traditie werd zijn Kritischen Untersuchungen über die kanonischen Evangelien, ihr Verhältnis zueinander, ihren Ursprung und Charakter (Tübingen 1847), waarop nog een addendum kwam: Das Markus-Evangelium nach seinem Ursprung und Charakter (Tübingen 1851).